# گائل تالمان
گائل تالمان (انگلیسی: Gaëlle Thalmann؛ زادهٔ ۱۸ ژانویهٔ ۱۹۸۶) بازیکن فوتبال اهل ایتالیا است.
از باشگاه‌هایی که در آن بازی کرده‌است می‌توان به باشگاه فوتبال گراس‌هاپر زوریخ، باشگاه فوتبال ۱.اف‌اف‌سی توربین پوتسدام، باشگاه فوتبال بازل، باشگاه فوتبال دویسبورگ، و باشگاه فوتبال لوکوموتیو لایپزیگ اشاره کرد.
وی همچنین در تیم ملی فوتبال زنان سوئیس بازی کرده‌است.